# Asilus fasciatus
Asilus fasciatus är en tvåvingeart som beskrevs av Rossi 1790. Asilus fasciatus ingår i släktet Asilus och familjen rovflugor.
Artens utbredningsområde är Italien. Inga underarter finns listade i Catalogue of Life.